# 창녕소방서
창녕소방서(昌寧消防署, Changnyeong Fire Station)는 경상남도 창녕군을 관할하는 경상남도 소방본부 산하의 소방서이다.
소방서장은 소방정으로 보한다.

## 조직
| - 소방행정과 - 소방행정팀 - 예산장비팀 | - 예방안전과 - 안전지도팀 - 예방교육팀 - 민원팀 | - 현장대응단 - 구조구급팀 - 대응조사팀 |

## 관할센터 및 관할구역
창녕소방서는 3개의 119안전센터와 1개의 구조대를 산하에 두고 있다.
| 명칭                 | 사진 | 주소                  | 관할구역                                               | 지역대                      |
| -------------------- | ---- | --------------------- | ------------------------------------------------------ | --------------------------- |
| 창녕119안전센터      |      | 대지면 우포2로 1097   | 창녕읍, 고암면, 유어면, 대지면, 대합면, 성산면, 이방면 | 대합119지역대 이방119지역대 |
| 남지119안전센터      |      | 남지읍 동포로 64      | 남지읍, 도천면                                         |                             |
| 영산119안전센터      |      | 영산면 영산장마로 697 | 영산면, 계성면, 장마면                                 |                             |
| 부곡119안전센터      |      | 부곡면 원앙로 184     | 부곡면, 길곡면                                         |                             |
| 창녕소방서 119구조대 |      | 대지면 우포2로 1097   | 경상남도 창녕군 일원                                   |                             |

## 사건사고
- 화왕산 억새태우기 화재 사고

## 같이 보기
- 대한민국 소방청
- 대한민국의 소방
- 대한민국 소방공무원